# フェルナンド・エスカルティン
フェルナンド・エスカルティン・コティ（Fernando Escartin Coti、1968年1月24日 - ）は、スペイン・ウエスカ県ビエスカス出身の元自転車競技（ロードレース）選手。

## 経歴
登りの強さを生かした山岳アシストとして頭角を現し、1993年のブエルタ・ア・エスパーニャでは総合優勝のトニー・ロミンゲルのアシストをしながら総合10位に入り、ツール・ド・フランスでも大健闘したロミンゲルのアシストを行いつつ総合30位の成績を残した。1994年もブエルタ・ア・エスパーニャで総合優勝のロミンゲルをアシストをしつつ総合9位に、ツール・ド・フランスではエースのロミンゲルが体調不良でリタイアした後も上位陣に食らいつき総合12位と健闘した。1995年のツール・ド・フランスでは不調のロミンゲルを上回る総合7位でゴールしてしまい、翌年からエース待遇でケルメに移籍する。
1997年は絶好調でカタルーニャ一周で総合優勝、ツール・ド・フランスでも総合5位に、ブエルタ・ア・エスパーニャでは総合2位に食い込む健闘を見せた。
1998年もツール・ド・フランスでは山場のステージでマルコ・パンターニと決定的な逃げを決め一時は総合3位まで順位を上げるが、フェスティナ事件に端を発した警察の取り調べに対しローラン・ジャラベール率いるオンセチームがレースのボイコットを宣言、スペインに本拠を置くチームはすべてこのボイコットに同調したため、表彰台に手が届く位置にありながら棄権してしまった。
1999年のツール・ド・フランスでは序盤から圧倒的な強さで余裕の走りを見せていたランス・アームストロングに対し唯一危険なタイム差まで追い詰める走りを見せ、グランツールで初の区間優勝を獲得し総合でも3位に入賞した。
2000年に入りハビエル・オチョア、ロベルト・エラスといった若手が台頭したことに加え、スポンサーの経営悪化によってチームの財政状況が悪化したことから、2001年にはドイツに本拠を置くチームコーストに移籍。ここでもジロ・デ・イタリアで8位に入るなど安定した強さを見せたが、2002年に引退した。

## 主な戦績
- 1993年
  - グラン・プレミオ・ナケラ　優勝
- 1994年
  - クラシカ・デ・ロス・プエルトス　優勝
- 1995年
  - クラシカ・デ・サビナニーゴ　優勝
  - バリェス・ミネロス一周　優勝
  - アラゴン一周　区間1勝　総合優勝
- 1997年
  - アストゥリアス一周　区間1勝　総合3位
  - カタルーニャ一周　区間1勝　総合優勝
  - ツール・ド・フランス　総合5位
  - ブエルタ・ア・エスパーニャ　総合2位
- 1998年
  - アラゴン一周　区間1勝
  - カタルーニャ一周　区間1勝　総合3位
  - 　ブエルタ・ア・エスパーニャ　総合2位
- 1999年
  - アストゥリアス一周　区間2勝
  - エウスカル・ビシクレタ　区間2勝
  - 　ツール・ド・フランス　区間1勝　総合3位

## ドーピング問題
ランス・アームストロングのドーピング問題により1999年から2005年の記録が抹消されたが、USADAのレポートではこの期間中の7回のツール・ド・フランスで表彰台に上った延べ21人の選手の中でドーピングに関与していないただ一人の選手として報告された。2013年にはアブラハム・オラーノが1998年のツール・ド・フランスの検体の再検査によりドーピングが発覚。これを受けてブエルタ・ア・エスパーニャのテクニカルディレクターを解任されたため、エスカルティンが後任に当たることになった。